# Les Âmes croisées
 (décembre 2017).
Si vous disposez d'ouvrages ou d'articles de référence ou si vous connaissez des sites web de qualité traitant du thème abordé ici, merci de compléter l'article en donnant les références utiles à sa vérifiabilité et en les liant à la section « Notes et références ».
Les Âmes croisées est un roman de Pierre Bottero. Ce roman, unique et indépendant, était initialement prévu comme un « trait d'union » (ou roman passerelle) entre les différents mondes des précédentes trilogies de Pierre Bottero : La Quête d'Ewilan, Les Mondes d'Ewilan et Le Pacte des Marchombres d'un côté, L'Autre de l'autre. Ceci en prévision d'une suite qui ne verra jamais le jour du fait de la mort accidentelle de l'auteur le 8 novembre 2009.

## Trame
Ce livre relate l'histoire de Nawel Hélianthas, jeune fille de dix-sept ans qui vit à AnkNor, une des douze cités du royaume de Jurilan.
Nawel est une jeune Perle prétentieuse et exigeante. Un jour, en se baladant dans la ville Cendre, elle bouscule une jeune Cendre nommée Sylia qui, sous le coup de la colère, lui lâche qu'elle n'est qu'une maladroite. Nawel, piquée au vif, ordonne aux soldats présents de la faire fouetter en même temps que son mari osant avoir supplié Nawel d'épargner Sylia. Les gardes, connaissant le statut que confère à Nawel son nom de famille, ne peuvent que s’exécuter. 
Quelques heures plus tard, la jeune Cendre est morte. Cet événement vient bouleverser son univers, sa vie et les choix qu'elle sera amenée à faire. 
À ce même moment, Nawel se rend compte que toute sa vie est déjà planifiée. Dans moins d'une semaine, ses amis et elle devront choisir la caste à laquelle ils appartiendront jusqu'à la fin de leur existence. Cette décision est irrévocable et ne peut être annulée.
Quels seront les choix de Nawel et de ses amis ? Feront-ils ceux auxquels ils sont astreints, ou choisiront-ils une autre voie ? Une voie leur ouvrant un monde différent.
À travers rencontres et aventures Nawel partira à la découverte de son univers et d'elle-même.

## Organisation du monde
Dans la ville d'AnkNor, la population est séparée en deux groupes : les Perles, personnages haut placés dans la Société ; et les Cendres, dix fois plus nombreux que les Perles mais à leur service. Depuis des dizaines d'années, la ville est centrée sur cette politique : les Perles qui ordonnent et les Cendres qui obéissent.
Les Perles entrent à l'Académie lorsqu’ils ont entre 12 et 14 ans, pour suivre un enseignement séparé entre plusieurs matières. Leur apprentissage se terminera vers leur 17 / 18 ans, où les Aspirants pourront solliciter une caste, la fonction qu'ils occuperont jusqu'à la fin de leur vie. Il existe neuf Robes et une Armure à pouvoir intégrer : les Gouvernants ; les Mages ; les Prêtres ; les Historiens ; les Géographes ; les Guérisseurs ; les Ingénieurs ; les Scribes ; les Magistrats ; et les Armures. Solliciter une Robe ne signifie pas l'obtenir.

## Personnages

### Personnages principaux
- Nawel Héliantas : jeune Perle, issue de la maison Hélianthas. C'est l'héroïne du roman. Elle a voulu être une Mage avant de devenir finalement une Armure. Son armure s'appelle Venia.
- Ergaïl Onchêne : ami de Nawel, amoureux de Philla. C'est un Gouvernant.
- Philla Caritian : meilleure amie de Nawel, amoureuse d'Ergaïl. Elle est une Historienne.

### Autres personnages
Maison Hélianthas
- Nawel Hélianthas : voir plus haut ;
- Siméa Hélianthas : Mage puissante, c'est aussi la mère de Nawel ;
- Dorfus Hélianthas : père de Nawel ;
- (Donna) Ornalia : tante de Nawel.

Gouvernants
- Forlan Granitis : directeur de l'école de Nawel ;
- Ergaïl Onchêne : voir plus haut ;
- Miranda Qarnon : ministre privée du roi.

Mages
- Iathana Courlis : professeur de Nawel et amie de sa mère ;
- Donna Scirilla : ancienne Mage, elle va finalement ouvrir un restaurant connu pour ses sorbets.

Prêtres
- Donna Juvina ;
- Alkania Bonhirlis.

Guérisseur
- Don Eridou : robe de talent qui cherche à soigner Nawel après l'accident dans la ville Cendre.

Magistrats
Scribes
Ingénieurs
Historiens
- Don Thufil : il a été professeur de Nawel ;
- Philla Caritian : voir plus haut.

Géographes
- Don Elder : il a été professeur de Nawel.

Armures
- Anthor Pher : son armure est Nissa ;
- Lyiam ;ami de Nawel
- Louha : son armure est Ooly ;
- Jehan ;
- Ruhil (le taiseux).

Cendres
- Ruilp : chef de la milice des Hélianthas ;
- Suon : travaille chez les Hélianthas ;
- Sylia : jeune cendre qui va être tuée par Nawel ;
- Arlyn : mari de Sylia et père d'Oum ;
- Oum : enfant de Arlyn et de Sylia. Mort ;
- Une vieille fleuriste : on ne connait pas son nom, mais c'est elle qui va révéler la vérité à Nawel sur le meurtre accidentel de Sylia et sur ce qui s'est passé ensuite.
- Ol Hil'Junil : Personnage de la série sur Ewilan, il est apparu dans le monde de Nawel, pour une raison inconnue. Il est devenu le fou du roi.

Glauques
- Alantha : elle rencontre plusieurs fois Nawel à la cité des Anciens. Tout d'abord en ennemie, puis en amie. Elle dit aussi à Nawel la route à suivre une fois que Nawel traverse la porte ; c'est la sœur d'âme de Nawel
- Thyrian : compagnon d'Alantha qui est mort tué par Nawel

Autres
- Donna Purila ;
- Don Zayo : professeur d'escrime ;
- Algaric Olprac : un jeune perle à qui on a refusé la robe d'historien ;
- Don Elintis : peintre.

## Remarques
Ce livre possède plusieurs liens avec l'univers que Pierre Bottero avait créé. Par exemple, bon nombre de créatures apparaissant dans ce livre ont déjà été rencontrées dans L'Autre ou Ellana la prophétie. À la fin du livre, on retrouve vraisemblablement Destan, le fils d'Ellana et d'Edwin, Elio, le fils de Nathan et Shaé, ainsi qu'Eryn, la fille de Salim et Ewilan. De plus, Ol Hil'Junil, homme décrété fou dans cet ouvrage, est en réalité issu de la série Les Mondes d'Ewilan (ancien ami d'Ewilan de l'Académie de Dessin) et vraisemblablement arrivé dans ce monde "par accident".  Les Âmes croisées était supposé être le pont qui relierait les différentes trilogies et les différentes histoires des personnages. C'est pourquoi de nombreux éléments font références aux autres séries de l'auteur comme la légende concernant le monde d'origine des Bâtisseurs qui se trouve être le même que celui des familles dans L'Autre. Mais, après la mort de l'auteur en novembre 2009 (Les Âmes croisées étant paru à titre posthume), la fin de ces épopées ainsi que le lien qui les unissait resteront à jamais inconnus.